# Aegocera brevivitta
Aegocera brevivitta là một loài bướm đêm trong họ Noctuidae.